# Тигран Мансурян
Тигран Єгіайович (Ілліч) Мансурян (нар.. 27 січня 1939, Бейрут, Французький Ліван) — вірменський композитор.

## Життєпис
Тигран Мансурян народився в Лівані. В 1947 році родина переїхала до Вірменії, в місто Артік (Ширакська долина) в 1956 році оселився в Єревані. Мансурян закінчив Єреванську консерваторію (1967, клас композиції Лазаря Сарьяна), в 1967—1986 роках викладав у ній (з 1986 — професор), у 1992—1995 роках був її ректором. В даний час цілком зосередився на власній творчості.
Один з найбільш виконуваних композиторів сучасної Вірменії. Сучасна техніка письма в його творчості поєднується з опорою на традиції національної музики, зокрема, Комітаса.
Активно працював у кіно, написавши музику до фільмів «Колір граната» Сергія Параджанова (1968), «Осіння пастораль» Михайла Вартанова, «Ми і наші гори» Генриха Маляна (1969), «Господар» Б. Оганесяна (1983), «Білі мрії» С. Ісраеляна (1985), «Танго нашого дитинства» (1985) Альберта Мкртчяна, «Камера обскура» Г. Саркісяна (2000) та ін.

## Звання
- Заслужений діяч мистецтв Вірменської РСР (1984).
- Народний артист Вірменської РСР (1990).
- Орден Святого Месропа Маштоца (1996).
- Орден Пошани (15.09.2011)[4].
- Державна премія Республіки Вірменія (2014).
- Державна премія Вірменської РСР (1981).
- Державна премія Вірменської РСР (1985).

## Творчі зв'язки
Твори Тиграна Мансуряна виконували Наталія Гутман, Олег Каган, Світлана Навасардян, Олексій Любимов, Іван Монігетті, Едуард Бруннер, Ким Кашкашьян, Патриція Копачинська, Ян Гарбарек, К. Поппен, Леонідас Кавакос, Анна Марія Паммер, Ханджян Давид Акопович, Товій Ліфшиц, квартет «Розамунда», Хілліард-ансамбль та ін.

## Вибрані твори
- «Allegro barbaro» для віолончелі (1964).
- Партита (1965, для симфонічного оркестру)
- Фортепіанне тріо (1965)
- «Псалом» для двох флейт і скрипки (1966)
- Три романси на вірші Ф. Р. Лорки (1966)
- Соната № 1 для фортепіано (1967)
- «Силует птаха» для клавесина та ударних (1971—1973)
- «Intermezzo» для сопрано і ансамблю (1972—1973, на слова Володимира Голана, втрачено)
- Квінтет для духових інструментів (1974)
- Концерт для віолончелі з оркестром (1976, пам'яті Дмитра Шостаковича)
- «Ностальгія» для фортепіано (1976)
- «Канонічна ода» для 4-х арф, органу і двох струнних оркестрів (1977)
- Подвійний концерт для скрипки і віолончелі з оркестром (1978)
- «Nachtmusik» для симфонічного оркестру (1980)
- Струнні квартети № 1 і 2 (1984)
- «Снігова королева» (1989, балет за К. Андерсену)
- «Miserere» для сопрано та струнного оркестру (1989, на слова Месропа Маштоца і Біблії)
- Постлюдія для кларнета, віолончелі та струнного оркестру (1993)
- «Lacrimae» для саксофона і альта (1999)
- «Ars Poetica» для мішаного хору (1996—2000, на слова Е. Чаренца)
- Мотет для двох мішаних хорів (2000, на слова Григора Нарекаці)
- «Lamento» для скрипки (2002)
- «На березі вічності» для мішаного хору (2003, на слова Аветіка Ісаакяна)
- Фантазія для фортепіано та струнного оркестру (2003)
- «Agnus Dei» (2006)
- Реквієм для сопрано, баритона, мішаного хору і струнного оркестру (2011, присвячений пам'яті жертв геноциду вірмен)

## Родина
- Сестра Аракс Мансурян — вірменська оперна співачка.